# Entwicklungsanthropologie
Entwicklungsanthropologie oder Entwicklungsethnologie ist ein interdisziplinärer Fachbereich der Anthropologie (Wissenschaft vom Menschen) und der Ethnologie (Völkerkunde) mit den Hauptschwerpunkten „Internationale Entwicklung“ und Entwicklungshilfe. Entwicklung bezieht sich in diesem Zusammenhang auf das freiwillige soziale Handeln von Institutionen, Unternehmen, Staaten und Einzelakteuren, die das wirtschaftliche, technische, politische oder soziale Leben einer Lokalität zu verändern versuchen, vor allem in sogenannten „Entwicklungsländern“.
Mit Feldforschungen vor Ort versuchen Forscher verschiedene Entwicklungen, die in einer Lokalität stattgefunden haben und weiter stattfinden, zu beschreiben, zu analysieren und zu verstehen. Einflüsse auf die Lokalbevölkerung, die Umwelt sowie soziale und wirtschaftliche Lebensbereiche sollen erforscht werden.
Manche Theoretiker unterscheiden zwischen der „Anthropologie der Entwicklung“, in der die Entwicklung selbst das Studienobjekt ist, und einer „Entwicklungsanthropologie“ oder „Anthropologie in der Entwicklung“, in der die Anthropologie als angewandte Forschung zum Einsatz kommt. Diese Unterscheidung wurde beispielsweise 1997 vom kolumbianisch-amerikanischen Anthropologen Arturo Escobar als überholt angesehen.
Der österreichische Sozialanthropologe Christoph Campregher unterscheidet 2008 drei Ansätze der Entwicklungsanthropologie:
1. Den instrumentellen, aktions- und Politikfeld-orientierten Ansatz, vertreten von Wissenschaftlern, die in der Entwicklungszusammenarbeit praktisch tätig sind,  beispielsweise als Berater (siehe auch Aktionsethnologie).
2. Der kritische, konstruktivistische Ansatz thematisiert die Machtverhältnisse zwischen Geberländern in Europa und Nordamerika und ehemaligen Kolonien.
3. Der interaktionistische Ansatz stellt in der Entwicklungszusammenarbeit die Handlungsspielräume der beteiligten Akteure in ihren unterschiedlichen sozialen und kulturellen Welten in den Mittelpunkt.